# Râul Valea lui Sărăcilă
Râul Valea lui Sărăcilă este un curs de apă, afluent al râului Prahova. 

## Hărți
- Harta județului Prahova